# Primula spectabilis
Primula spectabilis är en viveväxtart som beskrevs av Leopold Trattinnick. Primula spectabilis ingår i släktet vivor, och familjen viveväxter. Inga underarter finns listade i Catalogue of Life.

## Bildgalleri

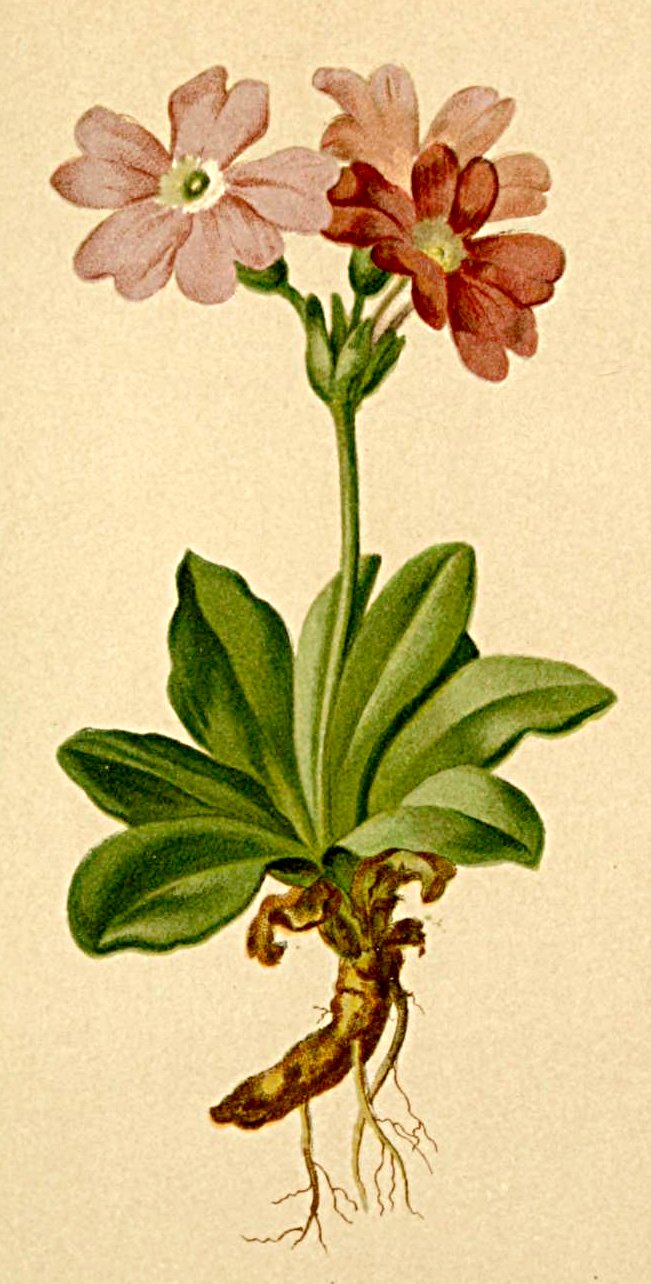